# Prisión de Mujeres de Christianshavn
La Prisión de Mujeres de Christianshavn (en danés: Kvindefængslet på Christianshavn o bien Tugt- og Børnehuset) se localizaba en la ciudad de Copenhague, la capital del país europeo de Dinamarca, fue un centro penitenciario que existió bajo diversos nombres desde mediados del siglo XVII hasta 1921. A partir de 1870 sirvió como cárcel de mujeres. Nombres anteriores incluyen Børnehuset y Tungt- og Rasphuset. Su último edificio, que data de 1861, fue demolido en 1928 para dar paso a una expansión de Torvegade (Calle del mercado).